# Слюнкин, Виталий Семёнович
Виталий Семёнович Слюнкин (1910—1997) — участник Великой Отечественной войны, командир 946-го штурмового авиационного полка, майор. Герой Советского Союза (1945).

## Биография

Памятная доска в Ростове-на-Дону

Родился 28 декабря 1910 года в городе Ростов-на-Дону в семье рабочего. Русский.
Окончил 7 классов и 2 курса рабфака. Работал мастером-переводчиком на фабрике хромолитографии.
Член КПСС с 1932 года. В 1934 году окончил Ворошиловградскую военно-авиационную школу лётчиков.
Участник советско-финской войны (1939—1940).
На фронте Великой Отечественной войны с июля 1941 года.
К маю 1945 года командир 189-го гвардейского штурмового полка 196-й штурмовой авиационной дивизии 4-го штурмового авиационного корпуса 4-й воздушной армии 2-го Белорусского фронта гвардии подполковник В. С. Слюнкин совершил 93 боевых вылета на штурм скоплений войск противника.
После войны продолжал служить в ВВС. В 1952 году окончил Курсы усовершенствования командного состава (КУОС).
С 1956 года полковник Слюнкин — в запасе. Жил в Ростове-на-Дону.
Умер 1 апреля 1998 года, похоронен в Ростове-на-Дону на Северном кладбище.

## Память

Могила на Северном кладбище Ростова-на-Дону

- В Ростове-на-Дону на доме, где жил Слюнкин, установлена памятная доска[3].

## Награды
- Герой Советского Союза (18.08.1945);
- орден Ленина;
- четыре ордена Красного Знамени;
- орденом Отечественной войны 1 степени;
- два орден Красной Звезды;
- медали.